# Karl-Heinrich Bodenschatz
Karl-Heinrich Bodenschatz (Rehau, 10 dicembre 1890 – Erlangen, 25 agosto 1979) è stato un ufficiale tedesco che fu assistente di Manfred von Richthofen nella prima guerra mondiale e ufficiale di collegamento tra Hermann Göring e Adolf Hitler durante la seconda guerra mondiale.

## Biografia

### Prime attività militari
Bodenschatz si arruolò nel 1910 nel VIII reggimento di fanteria bavarese e fu cadetto all'Accademia di Guerra a Metz fino al 1912. Dopo lo scoppio della prima guerra mondiale, divenne un fante e partecipò alla battaglia di Verdun. Dopo essere stato ferito per quattro volte, nel 1916 si trasferisce al Deutsche Luftstreitkräfte come aiutante di Manfred von Richthofen per i suoi Jagdgeschwader (anche nella Jagdstaffel 2), presso Avesnes-le-Sec. Nel giugno 1918 Hermann Göring assunse il comando dello squadrone dopo la morte di von Richtofen.

### Tra le due guerre
Dopo la guerra, entrò a far parte della Reichswehr come ufficiale regolare, nel XXI reggimento di fanteria dal 1919 fino all'aprile 1933, quando, in virtù della sua amicizia con Göring, si unì alla Luftwaffe come suo aiutante militare fino al 1938.

### Seconda guerra mondiale
Durante la seconda guerra mondiale, fu l'ufficiale di collegamento tra il quartier generale di Hitler e il comandante in capo della Luftwaffe, fino a quando venne gravemente ferito nell'attentato del 20 luglio 1944 presso la Tana del Lupo a Rastenburg, nella Prussia orientale, avendo dovuto parteciparvi per sostituire Göring che non c'era; due ufficiali alla sua sinistra ed uno alla sua destra sono rimasti uccisi.

### Secondo dopoguerra
Venne catturato a Bad Reichenhall il 5 maggio 1945 e nel 1946 venne chiamato come testimone al processo di Norimberga, venendo condannato a due anni di carcere. Morì a Erlangen, in Germania nel 1979 all'età di 88 anni.

## Onorificenze
- Croce di Ferro (I e II classe)
- Distintivo per feriti (1918, in argento)
- Distintivo per feriti (20 July 1944)
- Ordine del Leone di Zähringen
- Ordine al merito militare di Baviera (Cavaliere di IV classe con spade)
- Insegna d'Oro del Partito Nazional Socialista dei Lavoratori Tedeschi
- Ordine militare della Croce Tedesca (in argento)